# Erdinger Weißbräu
Privatbrauerei Erdinger Weißbräu Werner Brombach GmbH, w skrócie Erdinger Weißbräu – browar położony w bawarskim mieście Erding, leżącym 36 km na północny wschód od Monachium.
Browar produkuje ok. 1,5 mln hl piwa i jest tym samym największym browarem piw pszenicznych na świecie. Erdinger Weißbräu nie udziela licencji, miejscem produkcji piwa jest wyłącznie Erding skąd piwo eksportowane jest do 70 państw.

## Historia
Początki browaru Erdinger Weißbräu sięgają roku 1886. Z tego roku pochodzi dokument, który po raz pierwszy wymienia browar w Erdingu. W kolejnych latach browar zmienia często właścicieli, aż w końcu w roku 1935 kupuje go Franz Brombach, który 27 grudnia 1949 r. nadaje mu nazwę Erdinger Weißbräu. Obecnie browar prowadzi jego syn Werner Brombach, który w latach 70. zainicjował ogólnoniemiecką kampanię reklamową, ogłaszając piwa pszeniczne specjalnością Bawarii.

## Produkty
Sztandarowym produktem browaru jest Erdinger Weissbier – niefiltrowane, kondycjonowane w butelce piwo pszeniczno-drożdżowe o lekko słodkim i słodowym smaku z odrobiną chmielowej goryczki. W ofercie browaru znajduje się łącznie 9 piw pszenicznych, w tym klarowne, starannie filtrowane Kristalweiss oraz koźlak pszeniczny o wyjątkowo długim okresie leżakowania.
| Marka                | Gatunek piwa             | Parametry                        |
| -------------------- | ------------------------ | -------------------------------- |
| Erdinger Weissbier   | pszeniczne               | alkohol 5,3% obj. ekstrakt 12,4% |
| Erdinger Dunkel      | pszeniczne ciemne        | alkohol 5,3% obj. ekstrakt 12,8% |
| Erdinger Kristall    | pszeniczne klarowne      | alkohol 5,6% obj. ekstrakt 12,9% |
| Erdinger Alkoholfrei | pszeniczne bezalkoholowe | alkohol 0,4% obj. ekstrakt 7,2%  |
| Erdinger Pikantus    | koźlak pszeniczny        | alkohol 7,3% obj. ekstrakt 16,9% |
| Erdinger Leicht      | pszeniczne lekkie        | alkohol 2,9% obj. ekstrakt 7,8%  |
| Erdinger Schneeweiße | pszeniczne sezonowe      | alkohol 5,6% obj. ekstrakt 12,9% |
| Erdinger Urweisse    | pszeniczne               | alkohol 5,2% obj. ekstrakt 11,9% |
| Erdinger Champ       | pszeniczne               | alkohol 4,7% obj. ekstrakt 11,5% |